# Edward Steuermann
Edward Steuermann, też Eduard (ur. 18 czerwca 1892 w Samborze, zm. 11 listopada 1964 w Nowym Jorku) – amerykański pianista, pedagog i kompozytor żydowskiego pochodzenia.

## Życiorys
W latach 1904–1910 studiował grę fortepianową u Viléma Kurza w konserwatorium Galicyjskiego Towarzystwa Muzycznego we Lwowie oraz w latach 1911–1912 u Ferruccia Busoniego w Berlinie. Następnie przez dwa lata studiował kompozycję pod kierunkiem Arnolda Schönberga, z którym pozostawał później w długoletniej przyjaźni.
W 1938 wyjechał do Stanów Zjednoczonych, w 1944 otrzymał amerykańskie obywatelstwo.

### Kariera pianistyczna
Specjalizował się w wykonawstwie muzyki kompozytorów z kręgu wiedeńskiej szkoły dodekafonicznej. Od 1912 grał pierwsze wykonania całej muzyki fortepianowej Schönberga. Brał także udział w prawykonaniach jego utworów kameralnych i orkiestrowych, m.in. Pierrota lunaire (Berlin, 1912), Suity op. 29 (Paryż, 1927), Koncertu fortepianowego op. 42 (Nowy Jork, 1944). Był prawykonawcą utworów Albana Berga: Koncertu kameralnego (Berlin, 1927) oraz Antona Weberna: Kwartetu op. 22 (Wiedeń, 1931) i Koncertu op. 24 (Praga, 1935). W latach 1918–1921, będąc czołowym pianistą założonego przez Schönberga w Wiedniu Stowarzyszenia Prywatnych Wykonań Muzycznych, przybliżył wiedeńskim miłośnikom nowej muzyki utwory Aleksandra Skriabina i młodych kompozytorów francuskich.
W 1952 otrzymał medal Schönberga, najwyższe odznaczenie przyznawane przez Międzynarodowe Towarzystwo Muzyki Współczesnej (ISCM).
Był nie tylko wykonawcą nowej muzyki, ale też wybitnym interpretatorem repertuaru klasycznego; jego recitale Beethovenowskie w Nowym Jorku na początku lat 50. stały się wydarzeniami artystycznymi. Dużo koncertował w Europie i USA, jako solista, kameralista i z orkiestrami pod kierunkiem takich słynnych dyrygentów jak m.in. Ernest Ansermet, Fritz Busch, Otto Klemperer, Artur Rodziński, Leopold Stokowski i Hermann Scherchen.

### Działalność pedagogiczna
Był nauczycielem we lwowskiej szkole muzycznej im. I.J. Paderewskiego i profesorem w Konserwatorium Towarzystwa Muzycznego w Krakowie (1932–1936). Jednocześnie prowadził kursy mistrzowskie m.in. w Wiedniu, Salzburgu (Mozarteum), Pradze, a po II wojnie światowej w Darmstadzie (Kursy Nowej Muzyki) i w Izraelu. W latach 1948–1963 był profesorem w konserwatorium w Filadelfii, a w latach 1952–1964 prowadził klasę fortepianu w nowojorskiej Juilliard School.
Wśród jego uczniów byli Theodor Adorno, Alfred Brendel, Joseph Kalichstein, Russell Sherman, Lili Kraus, Moura Lympany, Maria Bilińska-Riegerowa, Leopold Münzer, Jakub Gimpel i inni.

### Twórczość
W jego kompozycjach, często atonalnych i serialnych, wyczuwalne są wpływy Skriabina i Debussy’ego. 
Komponował pieśni, muzykę chóralną, fortepianową, kameralną, w tym 7 walców na kwartet smyczkowy (1946), Trio fortepianowe (1954), Improvisation und Allegro na skrzypce i fortepian (1955), Diary na kwartet smyczkowy (1961) oraz utwory na orkiestrę, w tym Wariacje (1958) i Suitę na orkiestrę kameralną (1964). 
Dokonał też transkrypcji fortepianowej Symfonii kameralnej op. 9 Schönberga oraz transkrypcji na 3 fortepiany pieśni Wohina? Schuberta.